# Gorgon (videojuego)
Gorgon es un clon del juego de arcade Defender, un Matamarcianos con desplazamiento horizontal para Apple II. Fue programado por Nasir Gebelli y publicado por Sirius Software en junio de 1981.

## Jugabilidad
En Gorgon, el jugador vuela una nave espacial a través de un paisaje de desplazamiento lateral mientras protege a los civiles en el suelo de los alienígenas que caen desde la parte superior de la pantalla para intentar llevárselos.
El juego utiliza los controles del teclado, con las teclas de flecha A, Z e izquierda / derecha para el movimiento y la barra espaciadora para disparar.

## Desarrollo
Los gráficos se dibujaron con el software E-Z Draw de Sirius (1980).

## Recepción
En junio de 1982, Gorgon había vendido 23,000 copias, lo que lo convirtió en uno de los juegos de computadora más vendidos en ese momento. Bill Kunkel, de Electronic Games, dijo que el juego era "otro ganador del diseñador as Nasir" y "buena versión doméstica" de Defender, y solo criticó la falta de soporte de joystick de Apple II en ese momento. BYTE declaró que Gorgon "está bien programado y es mucho más agradable que la versión de arcade [y] debería proporcionar muchas horas de diversión ... ¡Tenga la seguridad de que los fanáticos de Nasir Gebelli no se sentirán decepcionados por esto!"